# Грайндхаус
Гра́йндха́ус (англ. Grindhouse) — сейчас в Америке этим термином обозначается кинотеатр, показывающий в основном фильмы эксплуатационного кино. До этого грайндхаусами называли ныне не существующие «театры бурлеска» (англ. burlesque theaters) на 42-й улице Нью-Йорка, где демонстрировался стриптиз и эротические танцы (англ. bump-and-grind dancing), от которых и произошёл термин.
Появление грайндхаусов часто связывают с широким распространением телевидения в 1960-х, когда многие однозальные кинотеатры в Америке вынуждены были либо объявить о банкротстве, либо предложить зрителю что-то, что не могло предложить телевидение. Тогда некоторые кинотеатры начали демонстрировать малобюджетные и бесцензурные фильмы эксплуатационного кино, соблазняя зрителей сценами секса, жестокости и кровавого насилия. Особой популярностью пользовались эротические и порнографические фильмы, слэшер-фильмы, дешёвые гонконгские фильмы с боевыми искусствами. Зачастую за один билет в грайндхаусах давалась возможность посмотреть два-три фильма, также были популярны ночные непрерывные программы.
Грайндхаусы почти полностью исчезли в 1990-е, и лишь несколько функционируют сейчас.

## Дань памяти
Фильм Роберта Родригеса «Планета ужаса» и фильм Квентина Тарантино «Доказательство смерти», вышедшие вместе под названием «Грайндхаус» в 2007 году, были созданы как дань уважения кинематографическому жанру.
Фильм-трейлер «Мачете» (также снятый Родригесом) впоследствии был превращен в отдельный полнометражный фильм, в который была включена сцена из «Грайндхаус». «Мачете» первоначально был снят, как трейлер к фильму, которого никогда бы не существовало.
Канадский релиз «Grindhouse» включал еще один фейковый трейлер, «Бомж с дробовиком», по которому также впоследствии был снят полнометражный фильм. С тех пор появились похожие фильмы, такие как «Чиллерама», «Сумасшедшая езда» и «Знак Джин».
Фильм С. Крейга Залера «Драка в тюремном блоке 99» является современным образцом этого жанра, наряду с его нуарным фильмом 2018 года «Перетаскивание по бетону».
Также, выходили видеоигры по теме грайндхауса: «Manhunt», «Red Dead Revolver», «The House of the Dead: Overkill», «Wet», «Shank», «RAGE» и «Shadows of the Damned».
Автор Жак Бойро выпустил книгу «Portable Grindhouse: The Lost Art of the VHS Box» в 2009 году об истории жанра. Эта область кинематографа также находится в центре внимания документального фильма «American Grindhouse» 2010 года.
Кроме того, авторы Билл Лэндис и Мишель Клиффорд выпустили «Sleazoid Express», как дань уважения различным грайндхаусам на Таймс-сквер, так и историю различных жанров, представленных в каждом кинотеатре.
ТВ-шоу «Syfy Blood Drive» черпает вдохновение из грайндхауса, и каждый эпизод посвящен отдельной теме.
Роман «Богоматерь из ада» написан как дань уважения фильмам о грайндхаусе и включает несколько глав, действие которых происходит в кинотеатре.
Мультсериал «Seis Manos» имеет тот же посыл, что и грайндхаусные фильмы об истории кунг-фу, происходящей в Мексике 1970-х годов, и показан с таким же зернистым фильтром пленки и смоделированными ошибками проекции.
Слэшер-хоррор Ти Уэста «X», снятый в 2022 году, также отдает дань уважения грайндхаусу.